# Austin R. Mast
Austin R. Mast ( 1972) es un botánico estadounidense. En 2000, obtuvo su doctorado por la Universidad de Wisconsin-Madison. En la actualidad imparte cursos en el Departamento de Biología de la Universidad Estatal de Florida, siendo director del Herbario Robert K. Godfrey desde agosto de 2003.
Su principal dominio de estudio es la filogenia de Grevilleoideae, una subfamilia de Proteaceae. En 2005, demostró que el género Banksia era parafilético debido a la presencia de Dryandra. Y en colaboración con el botánico australiano Kevin Thiele, transfirió todo el taxón Dryandra a Banksia, publicando más de 120 nombres científicos en el curso de la operación.

## Algunas publicaciones
- h. Sauquet, p.h. Weston, c.l. Anderson, n.p. Barker, d.j. Cantrill, a.r. Mast, v. Savolainen. 2009. Contrasted patterns of hyperdiversification in Mediterranean hotspots. Proc. of the Nat. Acad. of Sci. 106: 221-225

- t.j. Givnish, k.c. Millam, a.r. Mast, t.b. Patterson, t.j. Theim, a.l. Hipp, j.m. Henss, j.f. Smith, k.r. Wood, k.j. Sytsma. 2009. Origin, adaptive radiation and diversification of the Hawaiian lobeliads. Proc. of the Royal Soc. B 276: 407-416

- a.r. Mast, c.l. Willis, e.h. Jones, k.m. Downs, p.h. Weston. 2008. A smaller Macadamia from a more vagile tribe: inference of phylogenetic relationships and divergence times in Macadamia and relatives (tribe Macadamieae; Proteaceae). Am. J. of Botany 95: 843-870

- --------------, k. Thiele. 2007. Transfer of Dryandra to Banksia. Australian Systematic Botany 20:63-71.

- --------------, s. Kelso, e. Conti. 2006. Are any primroses (Primula) primitively monomorphic? New Phytologist 171: 605-616

- --------------, e. Conti. 2006. The primrose path to heterostyly. New Phytologist 171: 439-442

- --------------, e.h. Jones, s.p. Havery. 2005. An assessment of old and new DNA sequence evidence for the paraphyly of Banksia with respect to Dryandra (Proteaceae). Australian Systematic Bot. 18:75-88

- --------------, d.m.s. Feller, s. Kelso, e. Conti. 2004. Buzz-pollinated Dodecatheon originated from within the heterostylous Primula subgenus Auriculastrum (Primulaceae): A 7-region cpDNA phylogeny and its implications for floral evolution. Am. J. of Botany 91:926-942